# Lorenzo Crisetig
Lorenzo Crisetig, né le 20 janvier 1993 à Cividale del Friuli en Italie, est un footballeur italien évoluant au poste de milieu de terrain au CD Mirandés.

## Biographie

### En club
Lorenzo Crisetig est recruté par l'Inter Milan à l'âge de 14 ans. Le 12 août 2009, José Mourinho le convoque à l'entraînement du groupe professionnel parmi d'autres jeunes afin de compenser le départ en sélections de joueurs intéristes et le fait jouer quatre jours plus tard lors d'un match amical face au Bahreïn, match au cours duquel il remplace Sulley Muntari en fin de match (victoire 0-1). À l'âge de 16 ans il intègre alors l'équipe des moins de 20 ans de l'Inter Milan. Le 10 octobre 2009 il participe de nouveau à un match amical avec l'équipe première face au Plaisance FC où il remplace Michele Rigione à l'heure de jeu (défaite 2-1).
Le 6 janvier 2010 il est pour la première fois convoqué dans le groupe professionnel en vue de participer au match de Serie A opposant le club milanais au Chievo Vérone, mais n'entre pas en jeu (victoire 0-1). Cela se reproduit plusieurs fois par la suite, mais il n'entre toujours pas en jeu,,,. Le 19 mai 2010, il remporte le Challenge UEFA des moins de 19 ans avec l'Inter Milan face aux jeunes du Bayern Munich sur le score de 2 à 0 grâce à un doublé de Denis Alibec en finale.
La saison suivante, il fait partie de la liste B des joueurs inscrits afin de participer à la supercoupe de l'UEFA. Lors de cet exercice, il est de nouveau convoqué en équipe première, que ce soit par Rafael Benítez, ou son successeur Leonardo, mais ne fait toujours pas d'apparition. Le milieu de terrain remporte cependant le tournoi de Viareggio avec la primavera en mars.
Lors de l'exercice suivant, le nouvel entraîneur, Gian Piero Gasperini, l'utilise à maintes reprises lors des matches amicaux de pré-saison,,,,,. Mais il ne le fait toujours pas jouer en match officiel. Mais l'Inter Milan subit encore un changement de coach, et Claudio Ranieri le fait entrer en jeu le 27 septembre 2011 en fin de match face au CSKA Moscou, en ligue des champions, afin de remplacer Christian Chivu qui se blesse (victoire 2-3). En janvier 2012, il est racheté en copropriété par le Parme FC mais reste à l'Inter Milan. Lorenzo Crisetig remporte la première édition des NextGen Series face à l'Ajax Amsterdam en fin de saison.
Il est prêté le 6 juillet 2012 au Spezia Calcio en Serie B. Le milieu de terrain y fait ses débuts le 9 septembre 2012 lors de la 3e journée de championnat face au Brescia Calcio en remplaçant Mirco Antenucci à la 66e minute de jeu (victoire 3-1).

### En sélection
Lorenzo Crisetig fait partie de toutes les sélections de jeunes italiennes. Il fait notamment ses débuts avec les espoirs italiens le 11 août 2010 face au Danemark, en match amical, en remplaçant Ezequiel Schelotto à la 80e minute (match nul 2-2). Il dispute ce match à l'âge de 17 ans, battant ainsi le record de précocité parmi les espoirs italiens jusque-là détenu par Federico Macheda, qui avait débuté avec les moins de 21 ans à 18 ans.

## Statistiques
| Saison                | Club                   | Championnat           | Championnat | Championnat | Coupe(s) nationale(s) | Coupe(s) nationale(s) | Compétition(s) continentale(s) | Compétition(s) continentale(s) | Compétition(s) continentale(s) | Total | Total |
| Saison                | Club                   | Division              | M.          | B.          | M.                    | B.                    | Comp.                          | M.                             | B.                             | M.    | B.    |
| 2011-2012             | Inter Milan            | Serie A               | -           | -           | -                     | -                     | C1                             | 1                              | 0                              | 1     | 0     |
| 2012-2013             | Spezia Calcio (prêt)   | Serie B               | 10          | 0           | 2                     | 0                     | -                              | -                              | -                              | 12    | 0     |
| 2012-2013             | FC Crotone (prêt)      | Serie B               | 17          | 1           | -                     | -                     | -                              | -                              | -                              | 17    | 1     |
| 2013-2014             | FC Crotone (prêt)      | Serie B               | 38+1        | 1+0         | 1                     | 0                     | -                              | -                              | -                              | 40    | 1     |
| 2014-2015             | Cagliari Calcio (prêt) | Serie A               | 28          | 0           | 2                     | 0                     | -                              | -                              | -                              | 30    | 0     |
| 2015-2016             | Bologne FC (prêt)      | Serie A               | 5           | 0           | 1                     | 0                     | -                              | -                              | -                              | 6     | 0     |
| Total sur la carrière | Total sur la carrière  | Total sur la carrière | 99          | 2           | 6                     | 0                     | -                              | 1                              | 0                              | 106   | 2     |

## Palmarès
Inter Milan
- Tournoi de Viareggio :
  - Vainqueur : 2011.